# Léon Chenebenoit
Léon Chenebenoit, né le 28 juin 1861 à Hartennes (Aisne) et mort le 8 juin 1930 à Paris, est un homme politique français.

## Biographie
Après de brillantes études où il est plusieurs fois lauréat du concours général, il s'inscrit au barreau de Paris. En parallèle, il collabore à la Gazette du Palais et au prestigieux journal Le Temps. En 1890, il entre dans la magistrature et termine sa carrière en 1920 comme conseiller à la cour d'appel de Paris.
Maire de Soissons, il échoue deux fois aux législatives, en 1898 et 1910. En revanche, il est élu sénateur de l'Aisne en 1920, réélu en 1921. Il siège au groupe de la Gauche républicaine. Il s'investit particulièrement au sein de la commission de la législation civile et criminelle, et à la commission des affaires étrangères dont il devient le vice-président.
Il habite 17, chaussée de la Muette dans le 16e arrondissement de Paris, où il meurt en 1930. Une cérémonie a lieu en l'église Notre-Dame-de-Grâce de Passy. Il est enterré au cimetière de Crézancy (Aisne).
Il est fait chevalier de l'ordre national de la Légion d'honneur.

## Pour approfondir